# Leonor de Roye
Leonor (o Éléonore) de Roye, princesa de Condé (24 de febrero de 1535 – 23 de julio de 1564) fue una mujer de la nobleza francesa. Fue la hija mayor y heredera de Carlos, señor de Roye y de Muret, conde de Roucy. Su madre, Madeleine de Mailly, dama de Conti, fue hija de Louise de Montmorency y media hermana del almirante Coligny, d'Andelot y el cardenal de Châtillon. Leonor fue la primera esposa de Luis I de Borbón, príncipe de Condé; como tal, fue cuñada de Antonio de Navarra y tía del rey Enrique IV.
Leonor heredó el condado de Roucy a través de su padre y el señorío de Conti a través de su madre. El 22 de junio de 1551, se casó con Luis I de Borbón, príncipe de Condé a los dieciséis años, y lo convirtió a la fe reformada (protestante).  Tuvieron ocho hijos, de los cuales sólo dos, Henri y François, tendrían descendencia.
Durante la primera de las Guerras Civiles Francesas, especialmente entre 1560 y 1563, Leonor y su madre se dedicaron a importantes actividades políticas en apoyo de su marido, el Príncipe de Condé. En dos ocasiones, mientras el príncipe fue prisionero de la ultracatólica familia Guisa, su esposa y suegra reforzaron sistemáticamente sus alianzas con los príncipes alemanes protestantes y con Isabel I de Inglaterra. Armada con este apoyo, Eleonor hizo negociaciones por carta y por contacto directo con la regente, Catalina de Médici; el resultado fue la Paz de Amboise y la liberación de su marido.